# Motherwell
Motherwell je skotské město a bývalý burgh ležící jihovýchodně od Glasgowa v kraji Severní Lanarkshire. Leží na řece Clyde, která městem protéká na jeho jihozápadě.

## Historie
V blízkosti původní osady probíhala římská cesta, která protínala řeku Clyde. V místě přechodu byla vybudována pevnost a lázně. Přítomnost Římanů netrvala dlouho. Název Moderwelt se objevuje na mapě Lanarkshire, které vytvořil Thimothy Pont v období 1583–1611 a tiskl kolem roku 1652 v Nizozemsku.
Na začátku 19. století Motherwell bylo malou vesnicí s asi 600 obyvateli. Změna nastala v druhé polovině 19. století. Výstavbou železnice v roce 1848 do regionu přišly peníze a průmysl. V roce 1881 David Colville vybudoval hutě. V krátké době Motherwille obdrželo městská práva a počet obyvatel vzrostl na 13 800 osob.
Na začátku 20. století se město stalo významným průmyslovým střediskem, které vzrábělo části mostů, munici nebo také tramvaje. V roce 1930 značná část produkce oceli ve Skotsku pocházela z oceláren v Motherwell, které patřily rodině Colville. V roce 1959 byla rodina Colville přesvědčena státem aby začala výrobu v nových hutích pod názvem Ravenscraig. Během několika let Ravenscraig vyráběl více než 1 milion tun oceli ročně. Po znárodnění (1951) produkce stoupla na 3 miliony tun. V polovině sedmdesátých let 20. století hutní průmysl v Motherwell zaměstnával na 13 tisíc pracujících.
Po roce 1980 nastala drastická krize v průmyslu. Stávka v roce 1980 způsobil ztrátu kontraktů a odbytišť. Na konci roku 1989 bylo v Ravenscraig (British Steel Corporation) zaměstnáno sotva 3 200 pracujících. Ravenscraig byl uzavřen 24. června 1992, v roce 1996 byly objekty podniku zbořeny.

## Sport
Ve městě působí fotbalový klub Motherwell FC.

## Partnerská města
- Schweinfurt – Německo
- Motherwell – Jižní Afrika